# بنجامین برت
بنجامین برت (انگلیسی: Benjamin Bratt؛ زادۀ ۱۶ دسامبر ۱۹۶۳) بازیگر و تهیه‌کننده فیلم و تلویزیون آمریکایی است. برت در دهۀ ۱۹۹۰، در فیلم‌های پرفروشی مانند مرد خرابکار (۱۹۹۳)، تهدید فوری و آشکار (۱۹۹۴) و رود وحشی (۱۹۹۴) در نقش‌های مکمل حضور یافت. او از سال ۱۹۹۵ تا ۱۹۹۹، نقش کارآگاه ری کرتیس را در مجموعه درام نظم و قانون شبکه ان‌بی‌سی به تصویر کشید که برای این نقش در سال ۱۹۹۹، نامزد دریافت جایزه امی ساعات پربیننده برای بهترین بازیگر نقش اول مرد در مجموعه تلویزیونی درام شد.
در دهۀ ۲۰۰۰، برت در فیلم‌های سینمایی دختر شایسته اخلاق (۲۰۰۰)، قاچاق (۲۰۰۰)، زن گربه‌ای (۲۰۰۴)، عشق سال‌های وبا (۲۰۰۷)، راننده کامیون (۲۰۰۸)، خبرچین (۲۰۱۳) و دکتر استرنج (۲۰۱۶) ظاهر شد. او حرفۀ خود را در تلویزیون با بازی در نقش دکتر جک رایلی در مجموعۀ درمانگاه خصوصی (۲۰۱۳–۲۰۱۱) و استیو ناوار در ۲۴: یک روز دیگر زنده بمان (۲۰۱۴) ادامه داد. وی همچنین در فیلم‌های پویانمایی ابری با احتمال بارش کوفته‌قلقلی (۲۰۰۹) و دنباله آن ابری با احتمال بارش کوفته‌قلقلی ۲ (۲۰۱۳)، من نفرت‌انگیز ۲ (۲۰۱۳)، لیگ عدالت: خدایان و هیولاها (۲۰۱۵) و کوکو (۲۰۱۷) به عنوان صداپیشه حضور یافته‌است.

## گزیدۀ آثار

### فیلم
| سال  | عنوان                            | نقش                          | یادداشت |
| ---- | -------------------------------- | ---------------------------- | ------- |
| ۱۹۹۰ | فرشته روشن                       |                              |         |
| ۱۹۹۱ | یک پلیس خوب                      | کارآگاه فلیکس                |         |
| ۱۹۹۳ | مرد خرابکار                      | آلفردو گارسیا                |         |
| ۱۹۹۴ | تهدید فوری و آشکار               | کاپیتان رامیرز               |         |
| ۱۹۹۴ | رود وحشی                         | رنجر جانی                    |         |
| ۲۰۰۰ | بهترین چیز بعدی                  | بن کوپر                      |         |
| ۲۰۰۰ | سیاره سرخ                        | تد سانتن                     |         |
| ۲۰۰۰ | دختر شایسته اخلاف                | اریک متیوز                   |         |
| ۲۰۰۰ | قاچاق                            | خوان اوبرگن                  |         |
| ۲۰۰۲ | رهاندن                           | کارآگاه وید هندلر            |         |
| ۲۰۰۴ | زن گربه‌ای                        | کارآگاه تام لون              |         |
| ۲۰۰۴ | مرد جنگلی                        |                              |         |
| ۲۰۰۵ | شست‌خور                           | مت شرام                      |         |
| ۲۰۰۵ | تازش بزرگ                        | سرهنگ هنری                   |         |
| ۲۰۰۷ | عشق سال‌های وبا                   | دکتر خوونال اوربینو          |         |
| ۲۰۰۸ | راننده کامیون                    | لئوناردو «لن» بونر           |         |
| ۲۰۰۹ | ابری با احتمال بارش کوفته‌قلقلی   | مانی                         | صداپیشه |
| ۲۰۱۲ | آسفالت                           |                              |         |
| ۲۰۱۳ | خبرچین                           | خوان کارلوس «ال توپو» پینترا |         |
| ۲۰۱۳ | من نفرت‌انگیز ۲                   | اداردو پرز / ال ماچو         | صداپیشه |
| ۲۰۱۳ | ابری با احتمال بارش کوفته‌قلقلی ۲ | مانی                         | صداپیشه |
| ۲۰۱۵ | لیگ عدالت: خدایان و هیولاها      | سوپرمن                       | صداپیشه |
| ۲۰۱۶ | سواری با هم ۲                    | آنتونیو پوپ                  |         |
| ۲۰۱۶ | خبرنگاران ویژه                   | جان بیکر                     |         |
| ۲۰۱۶ | نفوذی                            | رابرتو آلکینو                |         |
| ۲۰۱۶ | دکتر استرنج                      | جاناتان پانگ‌بورن             |         |
| ۲۰۱۷ | شات کالر                         | کلانتر سانچز                 |         |
| ۲۰۱۷ | کوکو                             | ارنستو د لا کروز             | صداپیشه |
| ۲۰۱۸ | آسفالت ۶: آدرنالین               |                              |         |
| ۲۰۱۹ | امتیازی برای تسویه حساب          | «کیو»                        |         |

مردن برای یک دلار در نقش تیبوریو وارگاس

### تلویزیون
| سال       | عنوان                     | نقش              | یادداشت                                        |
| --------- | ------------------------- | ---------------- | ---------------------------------------------- |
| ۲۰۰۹–۱۹۹۵ | نظم و قانون               | کارآگاه ری کرتیس | نقش اصلی (فصل ۶–فصل ۹) مهمان (فصل ۲۰، قسمت ۱۱) |
| ۲۰۰۳      | فریژر                     | کوین             | قسمت: «دکتر خارج شده‌است»                       |
| ۲۰۰۸      | جاذبۀ آندرومدا            | دکتر جرمی استون  | ۲ قسمت                                         |
| ۲۰۰۹–۲۰۰۸ | نظافتچی                   | ویلیام بنکس      | ۲۶ قسمت، همچنین تهیه‌کننده                      |
| ۲۰۲۰–۲۰۱۰ | مدرن فامیلی               | خاویر دلگادو     | ۶ قسمت                                         |
| ۲۰۱۳–۲۰۱۱ | درمانگاه خصوصی            | دکتر جک ریلی     | ۳۶ قسمت                                        |
| ۲۰۱۴      | ۲۴: یک روز دیگر زنده بمان | استیو ناوار      | ۱۰ قسمت                                        |

## جوایز و نامزدی‌ها
| سال  | جایزه                     | دسته‌بندی                                                                         | کار         | نتیجه    |
| ---- | ------------------------- | -------------------------------------------------------------------------------- | ----------- | -------- |
| ۱۹۹۷ | جایزه انجمن بازیگران فیلم | بهترین اجرای گروه بازیگران در مجموعه درام                                        | نظم و قانون | نامزدشده |
| ۱۹۹۸ | جایزه انجمن بازیگران فیلم | بهترین اجرای گروه بازیگران در مجموعه درام                                        | نظم و قانون | نامزدشده |
| ۱۹۹۹ | جایزه امی                 | جایزه امی ساعات پربیننده برای بهترین بازیگر نقش اول مرد در مجموعه تلویزیونی درام | نظم و قانون | نامزدشده |
| ۲۰۰۰ | جایزه انجمن بازیگران فیلم | جایزه انجمن بازیگران فیلم برای بهترین اجرای گروه بازیگران در مجموعه درام         | نظم و قانون | نامزدشده |
| ۲۰۰۱ | جایزه انجمن بازیگران فیلم | گروه بازیگران برجسته در یک فیلم سینمایی                                          | قاچاق       | پیروز    |